# Alles Schwindel (2013)
Alles Schwindel ist ein österreichischer Fernsehfilm aus dem Jahr 2013 von Regisseur Wolfgang Murnberger nach einem Drehbuch von Uli Brée und Rupert Henning mit Ursula Strauss, Benno Fürmann, Bibiana Zeller und Udo Samel. ORF-Erstausstrahlung der Filmkomödie war am 27. Februar 2013, im Ersten wurde der Film am 18. September 2013 erstmals gezeigt.

## Handlung
Albert Wolf und sein Kollege Beranek sind Nachtwächter im Stadtpalais. Eines Nachts entdeckt Wolf den Diebstahl des Gemäldes Der Kuss von Gustav Klimt. Wolf erleidet bei der Entdeckung einen Herzinfarkt. Alberts Tochter ist die Modedesignerin Isabella Wolf, nachdem sie Nachricht darüber erhält kehrt sie nach Wien zurück, um ihren Vater im Krankenhaus zu besuchen. Chefinspektor Michael Orth und dessen Kollegin Jukic von der Kriminalpolizei Wien nehmen die Ermittlungen auf.
Der verarmte Graf Leopold von Hohensinn  und dessen Onkel Nikolaus von Bathory fädeln ohne Wissen von Leopolds Mutter Gloria von Hohensinn einen Deal mit dem usbekischen Geschäftsmann Nematov  ein. Demnach wird Nematov von Leopold adoptiert, Nematov erhält den Adelstitel sowie das heruntergekommene Schloss Hohensinn für drei Millionen Euro. Die Hohensinns sollen das Gebäude binnen drei Wochen verlassen. Allerdings muss Leopold für seine Mutter erst einen Heimplatz finden, laut Onkel Nikolaus ist Gloria allerdings bereits so dement, dass sie die Übersiedlung ohnehin nicht mehr mitbekomme. Leopold fährt ins Krankenhaus um seine Mutter abzuholen und trifft dort zufällig auf Isabella Wolf.
Währenddessen flüchtet Albert aus dem Krankenhaus um Willi Seidl aufzusuchen. Laut dessen Nachbarin Radakovics ist Seidl allerdings seit zwei Tagen auf Urlaub auf Teneriffa. Wieder zu Hause gesteht Albert seiner Tochter, dass der aus dem Stadtpalais gestohlene Klimt tatsächlich eine von ihm selbst angefertigte Fälschung ist, neben einigen weiteren von ihm angefertigten Fälschungen. Das Original hängt bei ihm im Schlafzimmer. Mit den Einnahmen aus dem Verkauf der Fälschungen hatte Albert unter anderem die Privatschule, Studienreisen, das Auslandsjahr in New York und die Ausbildungen in London und Paris seiner Tochter finanziert. Isabella hatte er erzählt, dass er das Geld von der Oma geerbt hatte. Isabella und Albert planen, das Original ins Palais zurückzubringen.
Die Fernsehnachrichten berichten über den Diebstahl, demnach betrage der geschätzte Versicherungswert des gestohlenen Gemäldes mindestens 100 Millionen Euro. Nachdem es sich bei dem Gemälde um eine Leihgabe aus dem Familienbesitz der Hohensinns handelt sieht Leopold in der Versicherungssumme die Lösung für seine Finanzprobleme und er tritt daher von dem Deal mit Nematov zu dessen Missfallen innerhalb der vereinbarten Frist zurück. Von Elisabeth Mautner, der Direktorin des Stadtpalais, erfährt Leopold allerdings, dass das Gemälde aus budgetären Gründen nicht versichert war, die Werke würden nur dann versichert, wenn diese das Museum verlassen. Außerdem hatte sein Vater den Klimt dem Museum unbefristet überlassen, im Gegenzug hatte ihm der Staat damals mit seinen Finanzproblemen geholfen, bei dem Gemälde handelt es sich somit nicht mehr um Familienbesitz.
Isabella holt einige Gegenstände wie Skizzenbücher ihres Vaters aus dem Museum, bevor die Polizei diese finden kann. Im Museum stößt sie erneut mit Leopold zusammen, außerdem steckt ihr beim Verlassen jemand ein Kuvert zu, dass sie allerdings verliert. Leopold, der das beobachtet hat, findet den Zettel mit der Nachricht Ich weiß, das Original ist bei dir. Währenddessen macht Nematov Druck auf Nikolaus von Bathory, damit der Deal mit dessen Neffen doch noch zustande kommt. Leopold bricht in der Nacht bei den Wolfs ein, um das Klimt-Original zu stehlen, wird dabei allerdings von Albert erwischt. Später taucht auch Willi Seidl bei Albert auf, um das Klimt-Original zu stehlen, er sei nur im Besitz der Klimt-Kopie.
Im Schloss belauschen Leopold und Isabella ein Gespräch von Nikolaus von Bathory mit Nematov. Demnach habe Nikolaus als Berater der Hohensinns dafür gesorgt, dass Leopold glaubt, dass die Besitztümer der Familie kaum Wert hätten. Mit der Umwidmung und dem Bauprojekt soll das Schloss tatsächlich viele Millionen Wert sein. Leopold und Isabella werden entdeckt, allerdings taucht auch Gloria von Hohensinn auf, die Nematov mit einem Gewehr bedroht.
In derselben Nacht bringen Willi und Albert den Original-Klimt und auch die Fälschung ins Museum zurück. Gegenüber der Kriminalpolizei, die die Vorgänge beobachtet, behauptet Willi, dass die ganze Aktion nur der Öffentlichkeit demonstrieren sollte, wie einfach man die Leute zum Narren halten könne. Nikolaus von Bathory kommt ins Gefängnis. Isabella gesteht ihrem Vater, dass sie kein eigenes Label hat und es keine Kollektion geben werde. Sie habe es versucht, es hatte allerdings nicht funktioniert. Leopold und Isabella, die sich im Laufe der ganzen Aktion nähergekommen sind, werden ein Liebespaar. Albert fertigt eine weitere Version des Gemäldes Der Kuss an, wobei ihm Leopold und Isabella Modell stehen.

## Produktion und Hintergrund

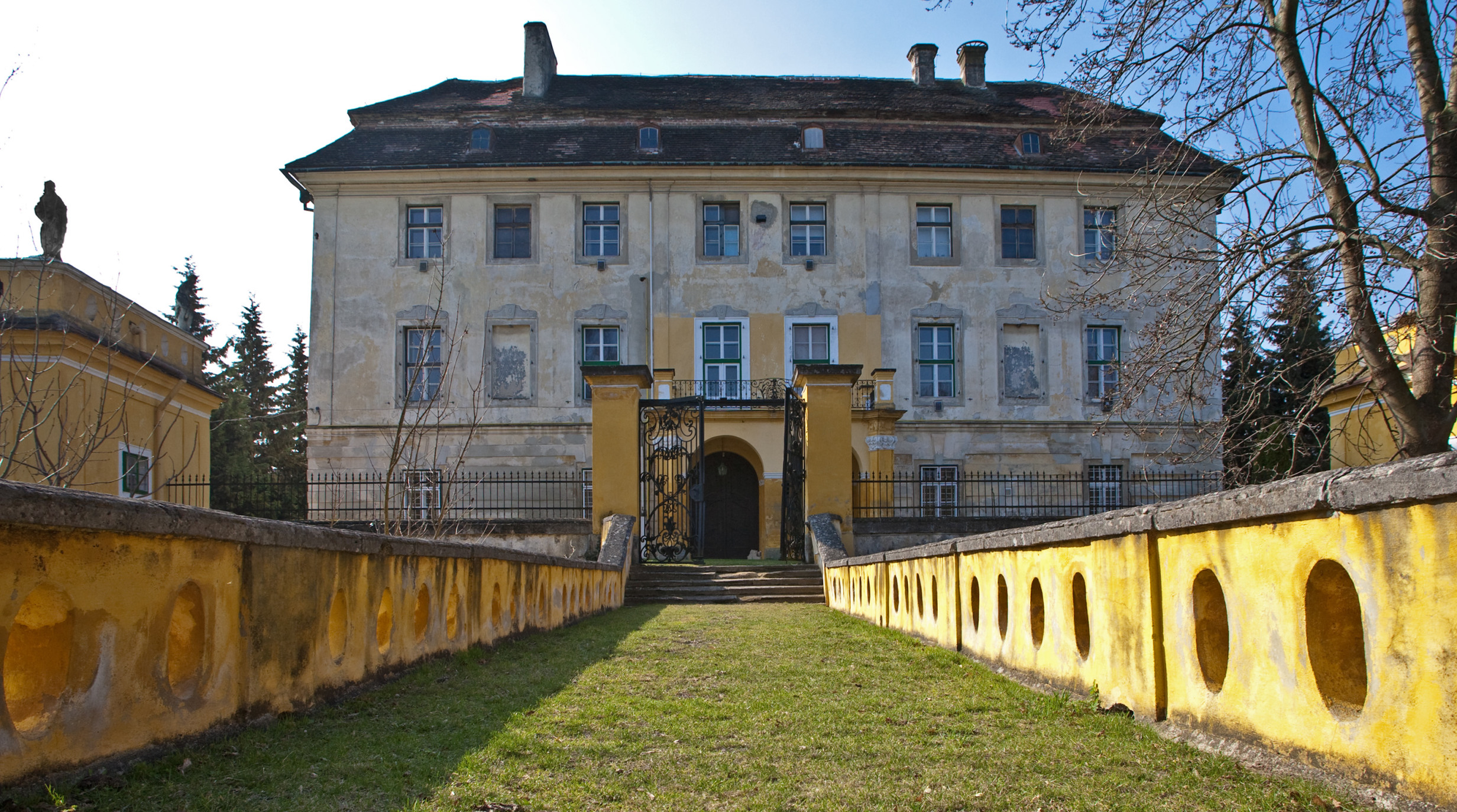
Einer der Drehorte: Schloss Seibersdorf

Die Dreharbeiten fanden vom 27. Februar bis zum 29. März 2012 in Wien und Niederösterreich statt. Gedreht wurde unter anderem auf Schloss Seibersdorf in Seibersdorf.
Produziert wurde der Film von der MR Film (Produzenten Oliver Auspitz, Andreas Kamm und Kurt J. Mrkwicka), beteiligt waren der Österreichische und der Bayerische Rundfunk, unterstützt wurde die Produktion vom Land Niederösterreich.
Die Kamera führte Peter von Haller, die Musik schrieb Roman Kariolou, die Montage verantwortete Alarich Lenz und das Casting Judith Limberger. Das Kostümbild gestaltete Martina List, das Szenenbild Maria Gruber, den Ton Heinz Ebner und die Maske Michaela Oppl und Barbara Fröhlich.

## Rezeption
Rainer Tittelbach bewertete den Film auf tittelbach.tv mit 4,5 von 6 Sternen. Der Film flutsche von Anfang bis Ende, Wiener Schmäh meets Screwball-Touch. Deutsche Top-Schauspieler vereinten sich mit den Ösi-Aushängeschildern. Diese vorzüglich gebaute Komödie kenne keine losen Fäden, keine faden Dialoge, keine Rohrkrepierer-Witze. Herzstück sei die Lust am Spiel. In Nestroy-Manier werde mit allem und jedem Schabernack getrieben.
Max Schlösser meinte auf quotenmeter.de, dass die Komödie gleich auf mehrfache Weise überrasche. Die Story sei herrlich unverbraucht und die Dialoge gut gelungen, das einzige Problem sei der starke Dialekt, der bei manchen Charakteren auftaucht. Leider komme die Story nicht so wirklich in Fahrt. Trotzdem sei der Film ein sehenswertes Gesamtwerk. Die Charaktere seien nicht nur gut geschrieben, sondern auch gut gespielt. Hinzu komme die gelungene Musik. Insgesamt sei die Produktion gute, leichte Abendunterhaltung.
Filmdienst.de bezeichnete den Film als schwungvolle Fernsehkomödie, die zwar in einem ausgetretenen Sujet nach Pointen suche, dieses aber durch ein gut aufgelegtes Ensemble sehr unterhaltsam vermittle.